# Hrpelje
Hrpélje () so naselje v Občini Hrpelje - Kozina.
Naselje s skoraj 1000 prebivalci leži ob magistralni cesti Reka–Trst, le 500 metrov naprej od Kozine proti Reki. Na kraškem svetu v okolici so redke njive in travniki ter pašniki s kraško hosto in grmičevjem. Prebivalci so v glavnem zaposleni v bližnji Kozini. Od magistralne ceste se v Hrpeljah odcepi 11 km dolg odcep proti Slavniku (1028 mnm), najbolj znanemu razglednemu vrhu v tem delu Solvenije. V Hrpeljah stoji osnovna šola Dragomirja Benčiča Brkina, zdravstveni dom, trgovina, pošto itd. Hrpelje so sestavljene iz stare vasi in novejšega dela.
Hrpelje so večje naselje, ki ležijo ob cesti Reka–Trst, na stičišču Brkinov, Čičarije, Krasa in Bržanije. Današnje naselje se deli na stari del in novi del. Hrpelje leži ob cesti Reka-Trst. Je obcestno in gručasto naselje s hišami, stanovanjskimi bloki in nekaj gospodarskimi poslopji. Na severozahodu sta hriba Videž (664 m) in Polanšček (687 m). Na jugu je hrib Hrpeljska gora, na zahodu planota Ravne, na vzhodu pa Podgrajsko-Matarsko podolje, obdano s Slavniškim pogorjem. Na severovzhodu je pokrajin odprta, zato je v Hrpeljah včasih zelo močna burja. 
Podnebje je že bolj izrazito celinsko, čeprav je Hrpelje od morja oddaljeno komaj 20 km . Poletja so vroča, zime pa zelo mrzle, še posebej če piha burja. V Hrpeljah najdemo listnati gozd, ker je nadmorska višina Hrpelj 500 m. Najdemo tudi veliko travnikov, podrastja, brinja in črnih borov. Na vzhodu Hrpelj, pred sosednjim naseljem Kozino je največja dolina na krasu, ki se imenuje Dol in je globoka okoli 100 metrov. Od listavcev je na Slovenskem največ akacij, hrastov, cerov, topolov, jeseni, gabrov, itd. Največ padavin je spomladi. Živalstvo v okolici hrpelj je tudi precej razvito. Tu srečamo tudi redke živali kot so ris, volk, redki ptiči. Običajne divje živali pa so srne, jelenjad, lisice, ježi, mali ptiči, ujede (kanja, kragulj), divji prašiči.

## Gospodarstvo in prebivalstvo
Gospodarstvo se v Hrpeljah vedno bolj razvija. Najprej je bila v Hrpeljah koninska industrija, nato pa so zgradili še steklarno. V teh dveh tovarnah so bili zaposleni skoraj vsi hrpeljci. Po razpadu Jugoslavije pa so te dve tovarni zaprli in ljudje so odšli delat drugam, največ v okoliška mesta. Danes gradijo na jugozahodu Hrpelj obrtno-industrijsko cono, v kateri bo veliko hal in tovarn, to pa bo prispevalo k večji razvitosti Hrpelj. V Hrpeljah je trenutno tudi tovarna Pejo, ki se tudi razvija ter pakirnica sladkorja. Kmetijstvo pa na žalost propada. Travniki se zaraščajo, živalski farmi sta zaprti, poljedelstvo je propadlo. V Hrpeljah je tudi železnica, ki povezuje Ljubljano - Koper in Pulj (Istrska železnica).
Večina ljudi se dandanes ukvarja s sodobnimi deli, kot so poslovništvo, pisarništvo, medicina, v Hrpeljah so tudi občina, šola in zdravstveni dom. Skoraj vsi ljudje so zaposleni v Kopru ali v Sežani, saj sta to največji okoliški mesti. Ker se Hrpelje trenutno industrijsko razvija, je vedno več zaposlitvenih mest tudi tu.

## Zanimivosti

### Legenda o nastanku Hrpelj
Legenda o nastanku Hrpelj je samo ena, ki ima vsaj smisel. Pravi pa takole: Pred davnimi leti je bil velik dan. Nek nemški grof je nameraval iti obiskati mesto Reka in naj bi šel prav po cesti skozi našo vas. Ko so prebivalci izvedeli za to novico, so bili vsi hiteli tisti dan pozdravljat grofa. Ko so zagledali grofovo kočijo, je nekdo zaklical: >Herr pelje!< Herr je po nemško pomenilo gospod, vzvišeni. Od tu naj bi nastalo ime Hrpelje.

### Miška Šoga in Dobrila tat
Pripovedka pravi, da je na Mišji Šogi (to je staro ime za Hrpeljsko goro) imel grad človek, katerega so klicali Dobrila tat. Ta človek pa ni bil razbojnik, kakor pomislimo ob besedi »tat«. Legenda pravi, da je bil to dober in pošten človek, ki je kradel pokvarjenim in pretirano bogatm trgovcem, dajal pa je revnim. Zase je obdržal le toliko, da je preživil sebe in tovariše. Trgovci so se Dobrila tatu bali, ljudje pa so ga imeli radi, čeprav ga niso poznali. Ko pa je Dobrila tat umrl, se je izgbila vsaka sled za njim. Ljudje pravijo, da zvečer je bila utrdba na gori, zjutraj pa je ni bilo več. Kaj se je zgodilo z Dobrila tatom, pa nihče ne ve. Če gremo na Hrpeljsko goro, vidimo kupe kamenja in ostanke zidov, ki so bili najverjetneje zidovi tamkajšnje utrdbe. Rečeno je, da je Dobrila tat nekaj svojih zakladov tudi skril in zakopal. Takrat so ljudje množično iskali zaklade, našli pa »le« skrinjo srebrnikov in zlatnikov.

## Običaji
V Hrpeljah je že dolga leta običaj, da se praznije Pusta. Tega se praznuje na zadnjo soboto v februarju. Hrpeljci so imeli tudi domač ples, vendar je le-ta potonil v pozabo. Vsekakor pa so nam ostale pesmi Hrpeljske godbe, ki je delovala pred 200 leti. Te pesmi so večinoma valčki in polke. Najbolj prepoznavni sta pesmi Hrpeljski fantje in Hrpeljska dekleta. V Hrpeljah so imeli tudi tradicionalne vaške poroke, ki so jih počastili s hrpeljskim kolačem.